# Mireia Montávez García
Mireia Montávez García (Vilaseca, 25 de juny de 1982), més coneguda com a Mireia, és una cantant espanyola, sortida de la primera edició d'Operación Triunfo.
Component del grup pop Fórmula Oberta, va cantar posteriorment en solitari i des de 2013 és la vocalista de La banda de Mireia, amb la qual va llançar un disc al mercat. En 2015 s'incorpora a l'actual grup musical La Dècada Prodigiosa, que en aquest any compleix el seu 30 aniversari i en el qual roman durant dos anys.
Amb La Banda de Mireia i en solitari, la seva carrera continua.

## Trajectòria professional
L'oportunitat li va arribar en 2001 amb la reeixida primera edició d'Operació Triomf en TVE. Després de ser expulsada de l'Acadèmia, va continuar participant en els discos que aquest programa llança al mercat.
Aquest mateix any va protagonitzar al costat dels seus companys d'acadèmia diversos anuncis de TV. Va aparèixer regularment en el programa Triunfomanía en TVE que seguia la vida dels concursants després del programa, va realitzar la multitudinària gira per tot el país al costat dels seus companys i també va aparèixer en el film distribuït per Filmax, "OT la pel·lícula".
En 2002 va entrar a formar part del grup Fórmula Oberta fins a principis de 2005. Algunes de les cançons d'aquesta banda que va presentar tres discos van ser autèntics èxits d'estiu. Destaquen els hits "Et vull més", " Hello my friends" o "Quina calor". Totes apareixen en coneguts recopilatoris i són temes populars. El grup va realitzar més de 300 concerts durant aquests anys i va sonar en les principals emissores del país. Alguns dels seus temes són també sintonia d'anuncis de televisió.
El seu primer disc va ser certificat a Espanya com a Disc de Platí.
A partir de 2002 va aparèixer en "Peter Pan: el musical". L'àlbum del musical va vendre més de 50.000 còpies i l'obra va estar en escena en el Palau Municipal de Congressos de Madrid i al Barcelona Teatre Musical de la Ciutat Comtal.
Després del seu pas pel concurs, va ser parella durant dos anys del seu company de concurs Alejandro Parreño.2
En 2005 va començar una carrera en solitari i va canviar el seu lloc de residència per Eivissa, on la seva exparella, el concursant d'OT2 Miguel Ángel Silva, exercia com a policia. A partir de llavors la cantant va tenir dos fills, Adrián (n. en 2005) i Yeray (n. en 2006), al qual es va sumar un previ del seu llavors marit, Antonio Rodríguez,3 d'una relació anterior.
Entre 2005 i 2009 va ser una de les components de Sonora Group, amb els quals va realitzar actuacions per Espanya. La cantant també va participar en l'espectacle oficial de "Barri Sèsam" al parc temàtic PortAventura Park.
En 2011 va ser una de les convidades a l'última gala del programa que la va llançar a la fama, sent ella i David Bustamante els únics concursants de la seva edició en aquest comiat. En aquesta última edició també havia participat com a concursant la seva companya de Fórmula Oberta, Geno Machado. Va participar en el primer disc d'estudi d'Ivan Gardesa amb el tema Llueven els teus records.
En 2012 col·labora en la BSO del curtmetratge "Somiar Anys" amb el tema "Sento que et perdo".
En 2013 va presentar el seu nou projecte del qual és la creadora absoluta i compositora: La Banda de Mireia. El seu primer disc precedit del senzill "El regne de la banda" és distribuït per El Corte Inglés i Itunes.
En 2014 va realitzar actuacions amb aquest àlbum i una gira per tota la geografia espanyola. Aquest mateix any va participar en Navifun, una sèrie d'esdeveniments organitzats per Neox Kids i Kinépolis i en els quals va oferir actuacions musicals durant el Nadal.
En 2015 va realitzar amb La Banda de Mireia dos concerts matinals infantils en la Plaça de Toros de Les Vendes a Madrid. Posteriorment es va incorporar a l'actual grup musical de La Dècada Prodigiosa, que en aquest any va complir el seu 30 aniversari amb el llançament d'un nou àlbum. Gairebé dos anys després deixa de formar part de La Dècada Prodigiosa.
En 2016 va participar en el documental OT: El retrobament de TVE i en un concert celebrat sota el mateix nom al Palau Sant Jordi de Barcelona. Interpreta el tema "Fill de la lluna" de Mecano i diversos temes al costat dels seus companys. A la fi d'any actua en Ifema al costat de BabyRadio, participa en una gala benèfica en Casino Gran Madrid, rep un premi a la seva trajectòria per part d'un grup empresarial i és artista convidada en la gala del seixanta aniversari de TVE.
En 2017 presenta un tema titulat "Una vida nova", el seu primer senzill en solitari. Llançat en totes les plataformes digitals, el seu videoclip es va publicar en el seu canal oficial de VEVO. Temps després realitza la promoció del tema en mitjans de comunicació i inicia un tour de presentació. Participa en el World Pride de Madrid a la Porta del Sol al costat del coreògraf Javy Martin. Va aparèixer com a convidada en el programa de telerealitat Soc Rosa de la seva companya i amiga Rosa López. Aquest mateix any va llançar el senzill "Continuo sent jo" en totes les plataformes digitals i va ser triada per a realitzar el paper protagonista d'Elsa en el musical "La reina de les neus" en Gran Via (Madrid) fins a començaments de 2018.
En 2018 realitza una gira de concerts al costat de Naím Thomas, Jorge González i Paco Arrojo per Espanya. En aquest tour canten diversos temes coneguts i els seus senzills en solitari. Des de tardor del mateix any a l'actualitat exerceix de jurat en el programa Estant amb tu (Nit) de Castella-la Manxa TV.
El 29 de març de 2019 presenta el seu tercer senzill titulat Si et vas.
Resideix a Madrid i treballa en els seus projectes musicals. Té també una empresa d'organització d'esdeveniments, dirigida al públic infantil i adult, Festa de Nenes. Mireia pateix fibromiàlgia.